# Christian Thonhofer
Christian Thonhofer (Vienna, 26 maggio 1985) è un calciatore austriaco, difensore del Neudörfl.

## Palmarès
- Campionato austriaco: 1

Rapid Vienna: 2007-2008